# Cartea lui Daniel (film)
Cartea lui Daniel (titlu original: The Book of Daniel) este un film american direct-pe-DVD din 2013 regizat de Anna Zielinski bazat pe Cartea lui Daniel. Rolurile principale au fost interpretate de actorii Lance Henriksen, Robert Miano, Andrew Bongiorno și Leo Gallagher. Scenariul este realizat de Chuck Konzelman
și Cary Solomon.
Filmul este produs și distribuit de Pure Flix Entertainment.

## Distribuție
- Lance Henriksen - Cyrus
- Robert Miano - Daniel, vârstnic
- Alice Amter - Itani
- Philip Anthony-Rodriguez - Belshazzar
- Luke Massy - Lachish
- Kyle T. Heffner - Mahmad
- Kevin McCorkle - Croesus
- Ben Maccabee - Basha
- Andrew Bongiorno - Daniel
- Rolf Saxon - Nebuchadnezzar
- Kyle Hester - Arioch